# Carlos VI do Sacro Império Romano-Germânico
Carlos VI (Viena, 1 de outubro de 1685 – Viena, 20 de outubro de 1740) foi o Imperador Romano-Germânico, Arquiduque da Áustria e Rei da Hungria, Croácia e Boêmia de 1711 até sua morte. Ele também foi em diferentes momentos Rei da Sardenha, Rei de Nápoles e Rei da Sicília, além de soberano de outros territórios. Era filho do imperador Leopoldo I e sua terceira esposa Leonor Madalena de Neuburgo.

## Vida
Educado por Antônio Floriano de Liechtenstein, foi o herdeiro contratado pelos Habsburgos espanhóis, ramo em extinção. Carlos II da Espanha fez seu herdeiro o duque de Anjou, que subiu ao trono espanhol como Filipe V, violando o contrato. A guerra pela coroa levou à Guerra da Sucessão Espanhola, nos anos finais do Século XVII.
Carlos chegou a Portugal, como arquiduque pretendente ao trono espanhol, em março de 1704. Foi recebido com muitos agasalhos: declaração de guerra à Espanha. Havia entretanto desordem, bulhas, anarquia nas tropas, rivalidade entre os comandantes. Desde 1674, D. Pedro II de Portugal não convocara mais as Cortes Gerais — instituição que outrora representara a nação perante o rei —, uma consequência do absolutismo. O pretendente veio na armada do almirante Rook, usando nome de Carlos III da Espanha. Um mês depois Filipe d'Anjou iniciou hostilidades contra Portugal, ocorrendo as primeiras investidas na Beira e no Alentejo. A invasão continuou até o exército português criar, em território espanhol, uma segunda frente, o que significava encontrar-se completo o exército, com auxiliares neerlandeses, comandados pelo barão Fagel, e ingleses chefiados pelo Conde de Galloway.
Como seu irmão, o imperador José I morrera subitamente, Carlos retorna à Áustria,  assume o trono austríaco e, em 1711, é eleito imperador romano-germânico em Frankfurt.
Embora com pouco talento político, em seu reinado a Áustria atinge sua maior expansão. Talvez em consequência dos anos que passara na Espanha, introduziu na corte de Viena o cerimonial espanhol (Spanisches Hofzeremoniell) e mandou construir a famosa Escola Espanhola de Equitação. Além do mais, construiu em seu reinado o Reichskanzlei ("chancelaria do Estado") e a Biblioteca Nacional. Agregou também ao palácio de Hofburgo a ala Michaeler. Muitos dos prédios barrocos atualmente existentes em Viena foram construídos em seu reinado.

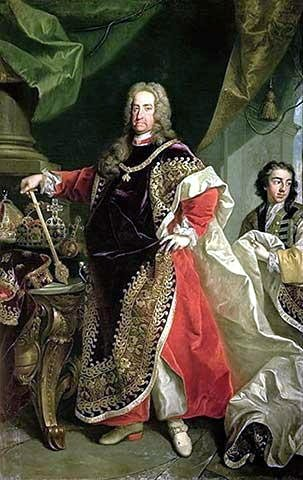
Carlos VI
por Johann Gottfried Auerbach

Tinha ambições musicais. Em menino, recebeu lições de Johann Joseph Fux, de modo que compunha e tocava cravo e piano e por vezes se animou a reger a orquestra real.
Tendo apenas duas filhas (do casamento com Isabel Cristina de Brunsvique-Volfembutel) e não herdeiros varões, preparou cuidadosamente a Pragmática Sanção de 1713, pela qual declarou que seu reino não poderia ser dividido, e filhas mulheres poderiam também herdar o trono paterno.
Quando morreu, teve lugar a Guerra de Sucessão Austríaca. Por fim, a Pragmática Sanção predominou, e sua filha Maria Teresa o sucedeu como Rainha da Hungria e da Boêmia e Arquiduquesa de Áustria embora, sendo mulher, não tivesse sido eleita para o Sacro Império Romano, o qual foi assumido por Carlos VII.
Depois de Carlos VII, porém, o marido de Maria Teresa, Francisco III, duque da Lorena, foi eleito Imperador como Francisco I, assegurando a continuação da linha dos Habsburgo.